# 220 (nombre)
Pour les articles homonymes, voir 220 (homonymie).
220 (deux cent vingt) est l'entier naturel qui suit 219 et qui précède 221.

## En mathématiques
Deux cent vingt est :
- un nombre amical avec 284,
- un nombre Harshad,
- la somme de quatre nombres premiers consécutifs  (47 + 53 + 59 + 61),
- la somme des dix premiers nombres triangulaires, ce qui fait de lui le 10e nombre tétraédrique,
- un nombre abondant, la somme de ses diviseurs stricts (284) étant supérieure au nombre lui-même.

## Dans d'autres domaines
Deux cent vingt est aussi :
- Un voltage commun en Europe, en Asie et en Afrique.
- Dans la Bible, le nombre de chèvres que Jacob donne à son frère Ésaü (« deux cents chèvres et vingt boucs ») et le nombre de moutons (« deux cents brebis et vingt béliers », Genèse 32:14).
- Un code SMTP qui veut dire « prêt pour service ».
- Années historiques : -220, 220.